# Claude Emmanuel Joseph Aupépin
Claude Emmanuel Joseph Aupépin est un homme politique français né au Quesnoy (Nord) le 18 janvier 1747 et mort à Bruxelles le 13 mars 1806.

## Biographie
Claude Emmanuel Aupépin est échevin de Valenciennes de 1772 jusqu'en 1774.
En 1773-1774, il achète la charge de maître particulier des eaux et forêts dans sa ville natale et donne sa démission d'échevin de Valenciennes.
Il épouse Clotilde Françoise Joseph Canonne, née en 1757 au Quesnoy, laquelle, devenue veuve, va contracter un second mariage en 1820.
En tant qu'administrateur des eux et forêts, il correspond avec le membre de la Convention Roger Ducos envoyé en mission dans la Nord, l'an III de la République.
Administrateur des eaux et forêts, il est élu député du Nord au Conseil des Cinq-Cents le 24 germinal an V (13 avril 1797). Il joue un rôle totalement effacé dans cette assemblée.  Il fait partie des 154 représentants éliminés par le coup d'État du 18 fructidor an V, (4 septembre 1797), coup d'État dirigé contre les royalistes devenus majoritaires dans les deux chambres (Conseil des Cinq-Cents et Conseil des Anciens) et qui provoque l'annulation des élections de 49 départements, dont le département du Nord. Il est donc resté élu moins de six mois, son siège, comme les autres du département, resta vacant jusqu'aux élections de l'an VI.
Il est nommé conservateur des bois et forêts à Bruxelles le 4 ventôse an IX (23 février 1801), par Bonaparte, premier consul.
Il meurt à Bruxelles en 1806.

## Sources
- C. Laplatte, « Aupépin ou Aubepin (Claude Emmanuel Joseph) », dans Dictionnaire de biographie française, Tome IV, Paris, 1948, Letouzey et Ané.
- G. Lepreux, Nos représentants pendant la Révolution, 1893, Chapitre IV, lire en ligne.